# Stade d'Angondjé
Stade d'Angondjé este un stadion în Libreville, Gabon. Este menționat ca Stade de l'Amitié.
Este unul dintre cele patru stadioane de la Cupa Africii pe Națiuni 2012. Piatra de temelie a fost pusă de ministrul Sportului din Gabon, Rene Ndemezo’Obiang și de vice-ministrul chinez, Fu Ziying, în aprilie 2010. Acest stadion a fost construit de către China, pe o suprafață de 30 hectare de compania de construcții chineză Shanghai Construction. Lucrarea a fost finanțată în întregime de către China, în timp ce Gabon a dezvoltat locul, inclusiv introducerea de apă și energie electrică, precum și construirea de drumuri de acces.